# Elecciones federales de México de 2021 en Hidalgo
Las elecciones federales de México de 2021 en Hidalgo se llevaron a cabo el domingo 6 de junio de 2021, y en ellas se renovaron los siguientes cargos de elección popular que representan a nivel federal al Estado de Hidalgo:
- 7 diputados federales por Hidalgo: Miembros de la cámara baja del Congreso de la Unión. Siete elegidos por mayoría simple. Todos ellos electos para un periodo de tres años a partir del 1 de agosto de 2021 con la posibilidad de reelección por hasta tres periodos adicionales.

## Resultados electorales
|  | 43.51 % |

|  | 27.74 % |

|  | 8.40 % |

|  | 3.38 % |

|  | 2.78 % |

|  | 2.55 % |

|  | 2.21 % |

|  | 2.18 % |

|  | 1.89 % |

|  | 1.73 % |

|  | 0.05 % |

|  | 96.47 % |

|  | 3.53 % |

|  | 46.75 % |

|  | 53.25 % |